# Карл Филип Фугер фон Кирхберг-Вайсенхорн
Карл Филип Фугер фон Кирхберг-Вайсенхорн (на немски: Karl Philipp Fugger Graf zu Kirchberg und Weissenhorn,; * 17 октомври 1622; † 1654) е фрайхер /граф на Фугер фон Кирхберг-Вайсенхорн.
Той е големият син (от 4 деца) на граф Хуго Фугер фон Кирхберг-Вайсенхорн (1589 – 1627) и съпругата му фрайин Мария Юлиана Фьолин фон Фрикенхаузен (1594 – 1653), дъщеря на Карл Фьолин фон Фрикенхаузен-Илертисен (1562 – 1599) и Мария Рот фон Бусмансхаузен (1569 – 1618).
Брат е на Албрехт Фугер фон Кирхберг-Вайсенхорн (1624 – 1692), Мария Магдалена Фугер фон Кирхберг-Вайсенхорн (1621 – 1671), омъжена на 5 юли 1644 г. в Гюнцбург с фрайхер Файт Ернст I фон Рехберг (1596 – 1671), и на Франциска Фугер фон Кирхберг-Вайсенхорн (1625 – 1672), омъжена на 18 септември или октомври 1645 г. в Гюнцбург с фрайхер Бернхард Беро III фон Рехберг-Остерберг (1625 – 1667).
Карл Филип Фугер фон Кирхберг-Вайсенхорн умира на 31 години през 1654 г.

## Фамилия
Карл Филип Фугер фон Кирхберг-Вайсенхорн се жени 1648 г. с маршалка Маргарета Урсула фон Папенхайм. Те имат две деца:
- Хуго Фридрих Фугер фон Кирхберг-Вайсенхорн (* 8 юни 1649; † 4 януари 1690), граф, женен 1678 г. с Мария Терезия Фугер фон Кирхберг-Вайсенхорн (* 11 август 1655 в Бабенхаузен; † 28 септември 1696), дъщеря на граф Йохан Франц Фугер фон Кирхберг-Вайсенхорн (1613; – 1668) и Мария Кордула Фьолин фон Фрикенхаузен (1614 – 1685); нямат деца
- Мария Юстина Фугер (* 16 октомври 1653; † 26 декември 1732), омъжена на 1 октомври 1690 г. в Бибербах с Йохан Якоб Линднер